# John Addison Fordyce
John Addison Fordyce (Condado de Guernsey, Ohio, 16 de febrero de 1858 - Nueva York, 4 de junio de 1925) fue un dermatólogo norteamericano. Su nombre está asociado a varias enfermedades que describió, como el angioqueratoma de Fordyce, la enfermedad de Fox-Fordyce y las manchas de Fordyce, pequeñas formaciones blanquecinas que aparecen en la mucosa bucal, labios o genitales y no tienen significación patológica.

## Biografía
John Addison Fordyce era hijo de John Fordyce, comerciante nacido en Estados Unidos de ascendencia escocesa y Mary A. Houeseman Fordyce, norteamericana de ascendencia alemana. Terminó sus estudios médicos en el año 1881 en Chicago, ejerciendo como médico interno en el Cook County Hospital de Chicago hasta 1883. Entre 1883 y 1886 se estableció como médico de familia en Condado de Hot Spring, Arkansas. En 1886 se trasladó a Europa para estudiar dermatología con algunos de los profesores más prestigiosos de su época, entre ellos Moritz Kaposi en Viena, Ernest Henri Besnier, Jean Baptiste Emil Vidal y Jean-Alfred Fournier en París, asistiendo en Berlín a cursos de bacteriología impartidos por Robert Koch. A partir del año 1889 se estableció en Nueva York como especialista en dermatología y sífilis, ejerciendo como profesor de dermatología en el New York Polyclinic, el Bellevue Hospital College y la Universidad de Columbia.